# Ferrari F355 Challenge (jogo eletrônico)
Ferrari F355 Challenge é um jogo de corrida baseado no carro especial e na modalidade criados pela Ferrari. Foi criado para arcades pelo estúdio AM2 da Sega sob a supervisão de Yu Suzuki - que possui uma fixação pela marca, perceptível desde Out Run - e foi convertido mais tarde para Sega Dreamcast e PlayStation 2 e em todas versões carro do título é o único disponível.
O jogo foi lançado em uma versão especial com três monitores, oferecendo ao jogador uma visão semi-lateral do carro. A versão Dreamcast possuia ainda a possibilidade de jogos pela internet, mas os servidores para isso foram desativados.

## Circuitos

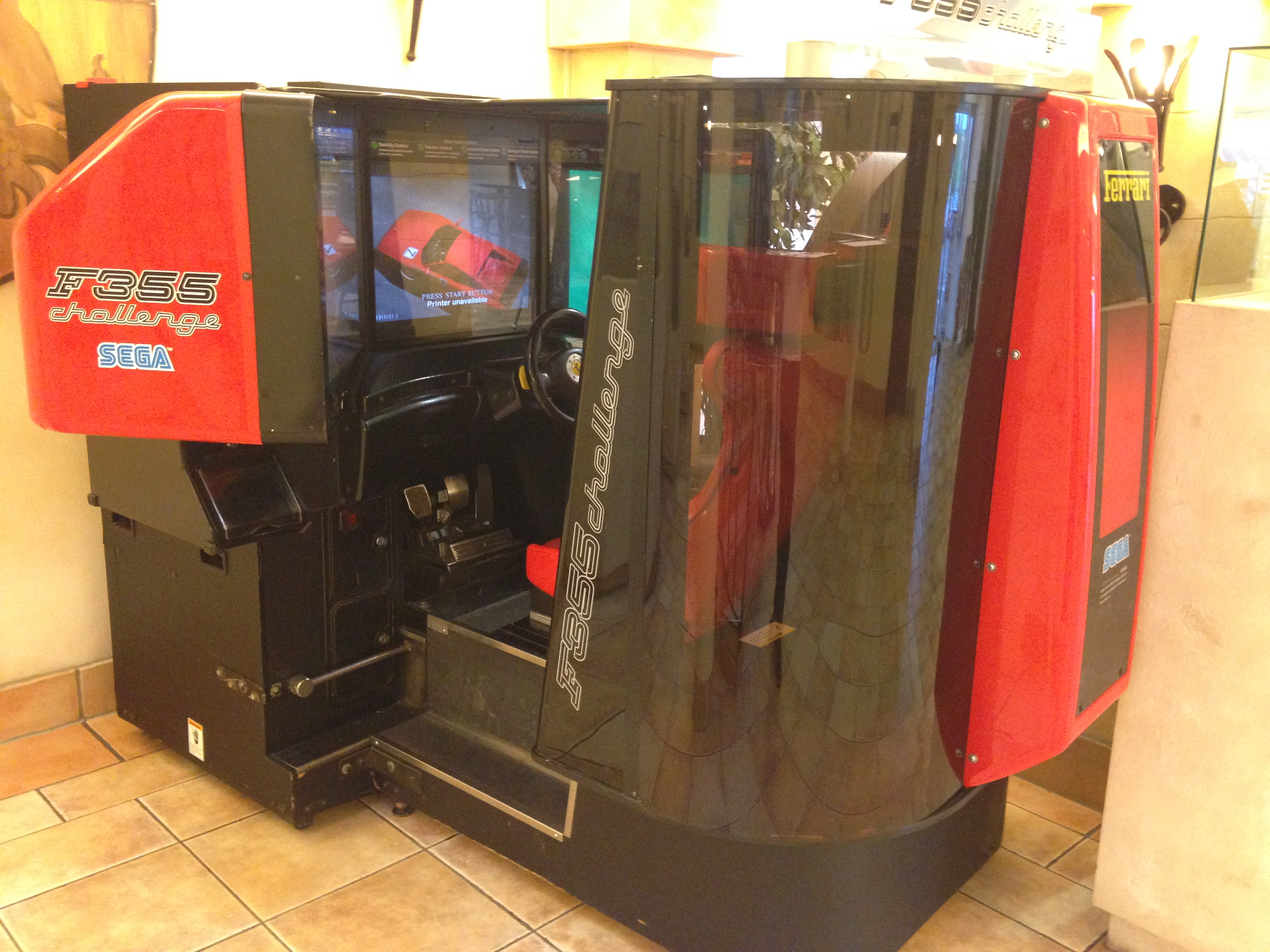
Gabinete arcade da versão com 3 monitores.

A versão arcade possui seis circuitos:
- Motegi (circuito oval)
- Suzuka (versão curta)
- Monza
- Sugo
- Suzuka (completa)
- Long Beach (ligeiramente diferente do original)

As versões domésticas incluem ainda mais cinco circuitos extras:
- Atlanta
- Nürburgring
- Laguna Seca
- Sepang
- Fiorano

Os circuitos são disponibilizados ao completar provas ou campeonatos em determinadas colocações, dirigir uma determinada distância acumulada no jogo ou digitando uma senha.

## Sequências
Em 2000, a Sega relançou o jogo Ferrari F355 Challenge 2: International Course Edition para arcades com as pistas adicionadas às versões domésticas além de novas opções de jogo.
Em 2008 a System 3 distribuiu o jogo Ferrari Challenge: Trofeo Pirelli para PS2, PS3, Wii e Nintendo DS, considerado a verdadeira sequência do jogo.